# Vimbelle
Die Vimbelle ist ein Fluss in Frankreich, der im Département Corrèze in der Region Nouvelle-Aquitaine verläuft. Sie entspringt unter dem Namen Ruisseau de Étang im Regionalen Naturpark Millevaches en Limousin, im südwestlichen Gemeindegebiet von Chaumeil, entwässert im Oberlauf in südwestlicher Richtung, ändert nochmals ihren Namen auf Ruisseau du Rouillard, dreht dann auf Süd und mündet nach rund 22 Kilometern an der Gemeindegrenze von Naves und Bar als rechter Nebenfluss in die Corrèze.

## Orte am Fluss
(Reihenfolge in Fließrichtung)
- Beyssac, Gemeinde Saint-Augustin
- Lafarge, Gemeinde Saint-Augustin
- Saint-Augustin
- Beaumont
- La Méchaussie, Gemeinde Beaumont
- La Chapelle de Bort, Gemeinde Orliac-de-Bar
- Plumausel, Gemeinde Saint-Salvadour
- Noailhac, Gemeinde Orliac-de-Bar
- Neuvialle, Gemeinde Orliac-de-Bar
- Vimbelle, Gemeinde Naves
- Moulin du Bos, Gemeinde Naves

## Ökologie
Die Täler der Corrèze und der Vimbelle wurden als Ökotop erster Ordnung (Französisch ZNIEFF = zone naturelle d'interêt écologique, faunistique et floristique) unter Schutz gestellt.